# Прилесненская сельская община
Прилесненская сельская община (укр. Прилісненська сільська громада) — территориальная община в Камень-Каширском районе Волынской области Украины.
Административный центр — село Прилесное.
Население составляет 10008 человек. Площадь — 523,6 км².
В соответствии с распоряжением Кабинета Министров Украины от 12 июня 2020 года, в состав общины вошла территория Галузийского, Городокского, Карасинского, Лишневского, Прилесненского и Серховского сельских советов упразднённого Маневичского района, а также Новочервищанского и Тоболовского сельских советов Камень-Каширского района.

## Населённые пункты
В состав общины входит 11 сёл:
- Прилесное
- Галузийский старостинский округ:
  - Галузия
- Городокский старостинский округ:
  - Городок
- Карасинский старостинский округ:
  - Замостье
  - Карасин
- Лишневский старостинский округ:
  - Лишневка
- Новочервищанский старостинский округ:
  - Новые Червища
  - Рудка-Червинская
- Серховский старостинский округ:
  - Серхов
- Тоболовский старостинский округ:
  - Старые Червища
  - Тоболы